# Cordell Hull
Cordell Hull (Olympus, 2 de outubro de 1871 — Washington, D.C., 23 de julho de 1955) foi um político e diplomata dos Estados Unidos.

## Carreira
Entre 1903 e 1907 Hull serviu como juiz local, para ser escolhido nesse mesmo ano representante do Tennessee na Câmara dos Representantes dos Estados Unidos, trabalhando durante 11 legislaturas entre 1907-1921 e 1923-1931.
Em 1920, Hull fora nomeado Presidente do Comité Democrático Nacional, lutando para conseguir impostos mais baixos e denunciando as leis de imposto sobre os rendimentos de 1913 e 1916 bem como a do direito de herança de 1916. Foi eleito senador pelo Tennessee em 1930 e em 1933 o presidente Roosevelt escolhe-o para Secretário de Estado.
Hull era responsável pelas relações exteriores antes do ataque a Pearl Harbor. Ele enviou a nota de Hull ao Japão antes do ataque, que fazia parte da tentativa dos Estados Unidos de abrir os mercados chineses aos produtos norte-americanos contra os interesses japoneses naquele país.
Durante o seu mandato, Roosevelt não costumava fazer caso das decisões de Hull, deixando-o como mediador, e segundo muitos historiadores, deixando Hull desenvolver um papel altamente popular.
Atribui-se a Hull influência tanto sobre o presidente de Cuba Federico Laredo Brú como sobre Roosevelt na negação de ambos os governos para dar refúgio ao navio San Luis que em 1939 tentou chegar à América e Caribe carregado com mais de 900 judeus que procuravam escapar da Alemanha Nazi e tiveram que regressar, tendo a maioria perecido depois nos campos de concentração de Europa central.
Após a guerra, ele foi o principal arquiteto do estabelecimento das Nações Unidas.
Foi agraciado com o Nobel da Paz em 1945, por ser um dos fundadores das Nações Unidas. O presidente Franklin D. Roosevelt chamou-o mesmo de "Pai das Nações Unidas".